# Łotewski koń gorącokrwisty
Łotewski koń gorącokrwisty – rasa konia gorącokrwistego pochodzącego z dawnej Rosji, współcześnie z Łotwy. Rasa zarejestrowana oficjalnie w 1952 roku. Istnieją trzy typy tej rasy.

## Typy
Istnieją trzy podstawowe typy łotewskiego konia gorącokrwistego:
ciężki koń pociągowy,
który najbardziej przypomina oryginalnego konia łotewskiego. Ma on ogromną moc i siłę pociągową;
łotewski kłusak,
szczególnie dobrze nadaje się do lekkiej pracy ciągnącej, służyć też może jako dobry koń jeździecki;
łotewski koń jeździecki,
najnowocześniejszy typ ze wszystkich trzech, który rozwinął się dzięki wprowadzeniu koni pełnej krwi angielskiej oraz czystej krwi arabskiej. Reprezentuje znacznie szlachetniejszego, lżejszego konia jeździeckiego. Ten
Koń jeździecki stał się najpopularniejszym z wymienionych trzech typów, podczas gdy ciężkiego konia pociągowego ciężko znaleźć.

## Rys historyczny
Dawnej w krajach bałtyckich występowały niewielkie mocne robocze konie  o nazwie klepper. Miały one wiele cech koni fińskich, rosyjskich i innych koni z importu. Dzisiejszy gorącokrwisty koń łotewski prawdopodobnie pochodzi od bardzo starych końskich ras. Jest bardzo możliwe, że przodkami łotewskiego konia gorącokrwistego był Döle Gudbrandsdal, koń północnoszwedzki oraz inne ciężkie rasy koni europejskich, które pochodziły od pradawnego konia leśnego z północnej Europy. W XVII wieku ówczesny koń łotewski został skrzyżowany z koniem pełnej krwi angielskiej oraz z arabem. Najsilniejszy wpływ na rasę miały jednak oldenburgi, konie hanowerskie i holsztainery. Pierwsze próby doskonalenia rasy podjęto w drugiej połowie XIX wieku, jednak nie przyniosły one pożądanych efektów i próby krzyżowania zarzucono. Po zakończeniu I wojny światowej ponownie zaczęto prace nad rasą. Jeszcze w pierwszej połowie XX wieku sprowadzono z Holandii 65 ogierów i 42 klacze konia oldenburskiego tworząc podstawę dla rozwoju rasy. Krzyżowano też z kłusakami orłowskimi i końmi hanowerskimi oraz groningerami. Po roku 1939 ponownie dołożono starań w celu udoskonalenia rasy. Rasę zarejestrowano w roku 1952.

## Pokrój
Gorącokrwisty koń łotewski jest ogólnie koniem dobrze umięśnionym. Ma dobrą wytrzymałość i poprawną budowę ciała. Koń posiada mocną, muskularną, długą i szeroką szyję z długimi opadającymi ramionami. Na niej umieszczona jest dość duża, ładna i wysoka głowa o prostym profilu z małymi ruchomymi uszami i wyrazistymi oczami. Łopatki tych koni są skośne, długie i masywne. Klatka piersiowa szeroka i głęboka. Kłąb jest płaski i szeroki, dość wysoki. Tułów beczkowaty, za nim mocny i szeroki, lekko ścięty (sporadycznie nazbyt krótki) zad. Łotewski koń gorącokrwisty ma w miarę długi, prosty i miękki grzbiet. 
Muskularne, kościste kończyny z dobrymi, twardymi stawami u tych koni są bardzo dobrej jakości. Na ich końcu znajdują się duże, twarde kopyta.
Jego wysokość w kłębie wynosi od 1,55 do 1,64 m. Standardowo 1,62 m.

### Umaszczenie
Konie zwykle występują w umaszczeniu kasztanowatym, choć czasami pojawia się także maść kara i gniada.

## Użytkowość
Zwierzęta te współcześnie poprzez ostrą selekcję na dzielność stały się końmi mocnymi i wszechstronnie użytkowanymi. Doskonale nadają się do uprzęży jak i do ujeżdżania. Konie mają też zdolności do skoków przez przeszkody. 

## Ośrodki hodowli
Konie hoduje się na terenie Łotwy i Litwy.